# Пингу, Эрнест
Эрне́ст Пингу́ (фр. Ernest Pingoud, 14 октября 1887 года, Санкт-Петербург, Российская империя — 1 июня 1942 года, Хельсинки, Финляндия) — российский и финский композитор французского происхождения. Его произведения ознаменовали приход музыкального модернизма в Финляндию.

## Биография
Родился в Санкт-Петербурге в семье гугенотов. Поступил в Санкт-Петербургскую консерваторию, где его учителями были такие русские композиторы, как Антон Рубинштейн, Александр Глазунов и Николай Римский-Корсаков. Он также брал частные уроки у Александра Зилоти, который жил по соседству с летней резиденцией Пингу возле Выборга. В 1906 году он приехал в Германию, чтобы учиться у теоретика музыки Хуго Римана и композитора Макса Регера, которые считали его одним из лучших учеников. Вопреки наставлением отца, Пингу также учил немузыкальные дисциплины, включая философию, литературу, горное дело и металлургию в Йене, Мюнхене, Бонне и Берлине. Он написал научную диссертацию по Гёте, однако не смог её защитить. В 1908 году, ещё будучи студентом, Пингу начал карьеру журналиста, устроившись на работу музыкальным корреспондентом для газеты St. Petersburger Zeitung. Он занимал эту должность до 1911 года, а затем присылал обзоры на концерты и оперы из Санкт-Петербурга вплоть до 1914 года. В 1918 году эмигрировал в Финляндию.
Его первый оркестровый концерт, прошедший в Хельсинки в 1918 году, ознаменовал приход музыкального модернизма в Финляндию. Музыка шокировала аудиторию, произведя впечатление, сравнимое с премьерой балета «Весна священная» Игоря Стравинского в 1913 году в Париже. В стилистике произведения прослеживалось влияние Рихарда Штрауса, Александра Скрябина и Клода Дебюсси. Его творчество заклеймили такими ярлыками, как «ультра-модернизм» и «музыкальный большевизм», хотя его музыка впоследствии получила некоторое признание критиков. Одной из причин неодобрения его творчества могло служить его открытое непризнание финского национализма (в отличие от других финских композиторов того времени, он избегал создания произведений, вдохновлённых Калевалой).
Пингу совершил суицид, бросившись под поезд в Хельсинки в 1942 году.

## Стиль
Излюбленной музыкальной формой Пингу были оркестровые произведения, особенно симфонические поэмы по примеру Скрябина. Три его фортепианных концерта схожи по стилю с произведениями Листа Ференца и Сергея Рахманинова. Хотя краткость его Fünf Sonette была сравнима с ранними работами новой венской школы, его музыкальный язык остался преимущественно тональным. В своих работах он повсеместно использовал Прометеев аккорд и уменьшённый лад.

## Произведения
Для одного инструмента
- Barcarole (Venelaulu)
- Berceuse (Kehtolaulu) Op. 11a No 3
- En blomma Op. 11a No 1
- Färden i storm (Matka myrskyssä) Op. 11a No 4
- Hjärtan fjärran och hjärtan nära...
- Konvallerna
- Ninon
- På kvällen
- Serenad i Toledo (Serenadi Toledossa)
- Serenad (Serenadi)
- Tanke
- Tystnad
- Törnekronan (Piikkikruunu)
- Vattenplask Op. 11a No 2
- Återkomsten (Paluu)

Для оркестра
- Prologue, op. 4
- Confessions, op. 5
- La dernière aventure de Pierrot, op. 6
- Le fétiche, op. 7
- Piano Concerto No. 1, op. 8 (1917)
- Hymne à la nuît, op. 9
- Danse macabre, op. 10
- Cinq sonettes pour l'orchestre de la chambre, op. 11
- Un chevalier sans peur et sans reproche, op. 12
- Mysterium, op. 13
- Flambeaux éteints, op. 14
- Chantecler, op. 15
- Le sacrifice, op. 17
- Symphony No. 1, op. 18 (1920)
- Symphony No. 2, op. 20 (1921)
- Le prophète, op. 21
- Piano Concerto No. 2, op. 22 (1921)
- Piano Concerto No. 3, op. 23 (1922)
- Symphony No. 3, op. 27 (1923-7)
- Cor ardens (1927)
- Narcissous (1930)
- Le chant de l’espace (1931/38)
- La flamme éternelle (1936)
- La face d’une grande ville (1936/37)